# Julius von Hartmann (Historiker)

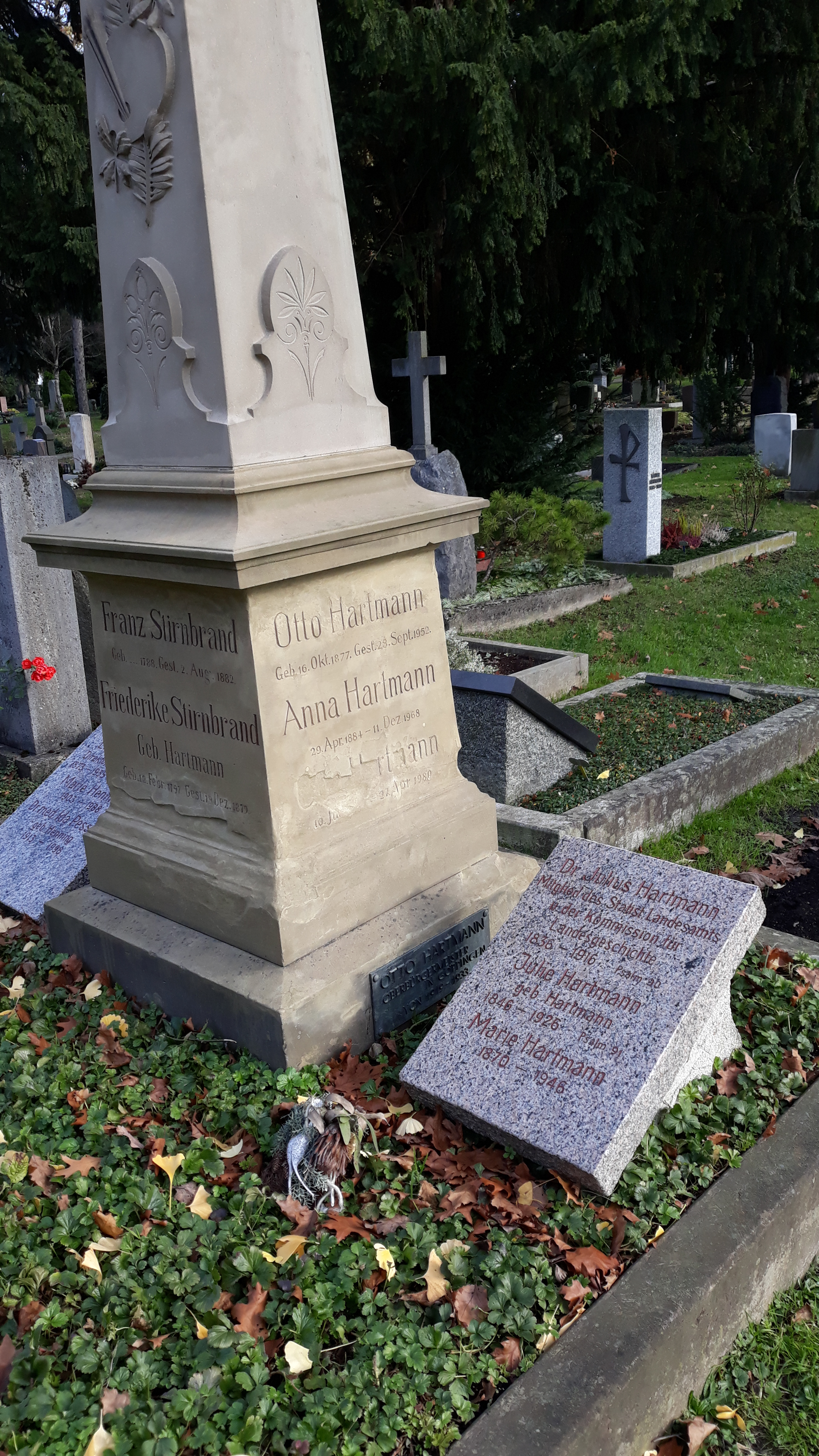
Grab auf dem Pragfriedhof

Julius Hartmann, ab 1898 von Hartmann (auch Julius Hartmann der Jüngere; * 22. Mai 1836 in Neuenstadt am Kocher; † 20. September 1916 in Stuttgart), war ein württembergischer Historiker.

## Leben
Hartmann, ein Sohn des Pfarrers Julius Hartmann, studierte von 1854 bis 1858 evangelische Theologie in Tübingen, wo er 1854 Mitglied der Burschenschaft Nordland und der Studentenverbindung Staufia wurde.
Er wurde 1868 Stadtpfarrer in Widdern. Seit 1875 war er ordentliches Mitglied des Statistisch-topographischen Bureaus (Statistischen Landesamts) in Stuttgart. Er war Vorstand des Historischen Vereins für Württembergisch Franken 1874–1878; Vorstand des Württembergischen Geschichts- und Altertumsvereins 1893–1899, zugl. (bis 1903) geschäftsführendes Mitglied der Kommission für Landesgeschichte 1891, titulierter Oberstudienrat 1896.
Er erhielt 1898 das Ehrenkreuz des Kronenordens und 1903 das Kommenturkreuz II. Klasse des Friedrichsordens und als Ehrenmitglied des Statistischen Landesamts; personaladlig.
Hartmann verfasste mehrere Beiträge für die Allgemeine Deutsche Biographie (ADB).

## Werke (Auswahl)
- Matthäus Alber, der Reformator der Reichsstadt Reutlingen. Ein Beitrag zur schwäbischen und deutschen Reformationsgeschichte ; Mit dem Bildniß Albers und einem Anhang, die erste Reutlinger Kirchenordnung enthaltend. Osiander, Tübingen, 1863
- mit Eduard Paulus: Beschreibung des Oberamts Mergentheim. Kohlhammer, Stuttgart 1880.
- mit Eduard Paulus: Beschreibung des Oberamts Balingen. Kohlhammer, Stuttgart 1880.
- mit Eduard Paulus: Beschreibung des Oberamts Neckarsulm. Kohlhammer, Stuttgart 1881.
- mit Eduard Paulus: Beschreibung des Oberamts Künzelsau. Kohlhammer, Stuttgart 1883.
- Schillers Jugendfreunde. Cotta, Stuttgart 1904.